# Mesida mindiptanensis
Mesida mindiptanensis är en spindelart som beskrevs av Pater Chrysanthus 1975. Mesida mindiptanensis ingår i släktet Mesida och familjen käkspindlar. Inga underarter finns listade i Catalogue of Life.